# Шляхове (Богодухівський район)
Шляхове́ — село в Україні, у Коломацькій селищній громаді Богодухівського району Харківської області. Населення становить 152 осіб. До 2017 орган місцевого самоврядування — Шляхівська сільська рада.

## Географія
Село Шляхове знаходиться на березі річки Шляхова, вище за течією на відстані 1 км розташоване село Миколаївка, нижче за течією на відстані 4 км розташоване селище Коломак.

## Історія
12 червня 2020 року, розпорядженням Кабінету Міністрів України № 725-р «Про визначення адміністративних центрів та затвердження територій територіальних громад Харківської області», увійшло до складу Коломацької селищної громади.
19 липня 2020 року, в результаті адміністративно-територіальної реформи і ліквідації Коломацького району, село увійшло до складу Богодухівського району.